# ألفريدو بيرتي
ألفريدو بيرتي (بالإسبانية: Alfredo Berti)‏ (5 أكتوبر 1971 في الأرجنتين - ) هو مدرب كرة قدم ولاعب كرة قدم أرجنتيني في مركز الوسط. لعب مع أمريكا دي كالي وبوكا جونيورز ونادي أطلس ونيولز أولد بويز.

## روابط خارجية
- ألفريدو بيرتي على موقع قاعدة بيانات كرة القدم.إي يو (الإنجليزية)
- ألفريدو بيرتي على موقع Soccerway.com (الإنجليزية)
- ألفريدو بيرتي على موقع عالم كرة القدم.نت (الإنجليزية)